# Elías Yanes Álvarez
Elías Yanes Álvarez (16 de febrer del 1928, Villa de Mazo, La Palma - Saragossa, 9 de març del 2018) fou un teòleg i sacerdot espanyol, que fou Arquebisbe de Saragossa (1977-2005) i President de la Conferència Episcopal Espanyola (1997-99).

## Formació i entrada al sacerdoci

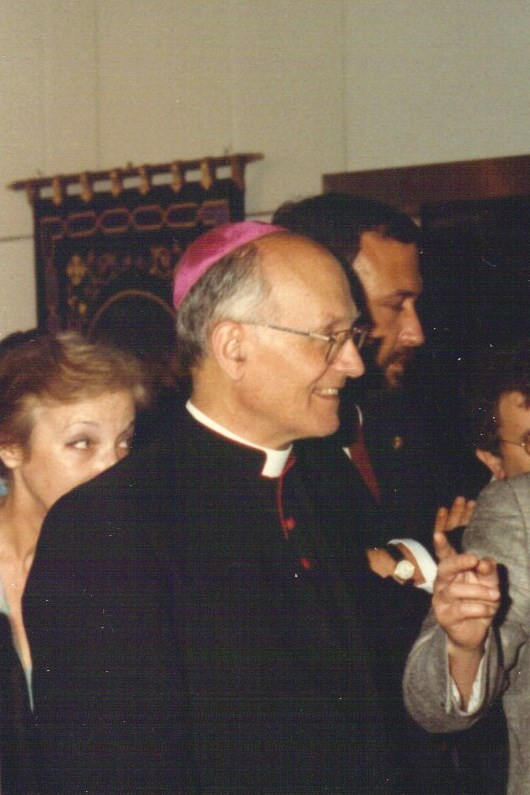
Elías Yanes l'any 88

Doctor en teologia i llicenciat en dret canònic per la Pontifícia Universitat Gregoriana de Roma i diplomat en catequètica per l'Institut Pastoral de la Universitat Pontifícia de Salamanca fou ordenat sacerdot el 31 de maig del 1952 al Congrés Eucarístic Internacional de Barcelona. S'incardinà com a sacerdot a la diòcesi de Tenerife de la qual fou delegat diocesà de catequesi, consiliari d'acció catòlica, de cursets de cristiandat, de joves d'acció catòlica i de la Germandat Obrera d'Acció Catòlica i professor a l'escola de magisteri.

## Episcopat
Consagrat bisbe el 28 de novembre del 1970 com a bisbe auxiliar d'Oviedo. Nomenat posteriorment Arquebisbe de Saragossa el 3 de juliol del 1977, prenent possessió de la seu el 10 de juliol del mateix anysubstituint a Mn. Pedro Cantero. Ocupà la mitra saragossana fins al 12 de març del 2005 quan fou substituït per Manuel Ureña Pastor. Durant el seu extens episcopat hi destaquen les fites del sínode diocesà del 1985 i el centenari de la coronació canònica de la Verge del Pilar (a la que tenia un gran devoció) així com el desenvolupament a la diòcesi dels preceptes establerts al Concili Vaticà II.
De gran pes en la Conferència Episcopal Espanyola, ocupà els càrrecs de Secretari General (1972-1977), Vicepresident (1987-1993), President (1993-1999) i membre del Comitè Executiu (1999-2005). Posteriorment fou membre de la Comissió d'Ensenyament i Catequesi. Del 1993 al 1999 ocupà el càrrec de vicepresident de la comissió de Conferències Episcopals dels Països de la Unió Europea.